# Mossatjärnen (Älvdalens socken, Dalarna, på skjutfältet)
Mossatjärnen är en sjö i Älvdalens kommun i Dalarna och ingår i Dalälvens huvudavrinningsområde. Sjön har en area på 0,264 kvadratkilometer och ligger 687,3 meter över havet. Sjön avvattnas av vattendraget Aspvasslen.

## Delavrinningsområde
Mossatjärnen ingår i det delavrinningsområde (682446-139631) som SMHI kallar för Ovan Tjytjysbäcken. Medelhöjden är 651 meter över havet och ytan är 26,59 kvadratkilometer. Det finns inga avrinningsområden uppströms utan avrinningsområdet är högsta punkten. Aspvasslen som avvattnar avrinningsområdet har biflödesordning 3, vilket innebär att vattnet flödar genom totalt 3 vattendrag innan det når havet efter 393 kilometer. Avrinningsområdet består mestadels av skog (93 procent). Avrinningsområdet har 0,37 kvadratkilometer vattenytor vilket ger det en sjöprocent på 0,7 procent.